# إيس آدامز
إيس آدامز (بالإنجليزية: Ace Adams)‏ هو لاعب كرة قاعدة أمريكي، ولد في 2 مارس 1910 في ويلاوس في الولايات المتحدة، وتوفي في 26 فبراير 2006 في ألباني في الولايات المتحدة.

## وصلات خارجية
- إيس آدامز على موقع دوري كرة القاعدة الرئيسي (الإنجليزية)
- إيس آدامز على موقعبيزبول رفرنس.كوم (الدوري الرئيسي) (الإنجليزية)
- إيس آدامز على موقعبيزبول رفرنس.كوم (الدوري الثانوي) (الإنجليزية)
- إيس آدامز على موقع إي إس بي إن.كوم (أم.أل.بي) (الإنجليزية)
- إيس آدامز على موقع مشجعي الرسوم البيانية (الإنجليزية)